# Nibong (Meurah Mulia)
Nibong is een bestuurslaag in het regentschap Aceh Utara van de provincie Atjeh, Indonesië. Nibong telt 641 inwoners (volkstelling 2010).